# 창조성 (주체사상)
창조성(創造性)은 자주성, 의식성과 함께 조선민주주의인민공화국의 지배 이데올로기인 주체사상에서 제시하는 사회적 인간의 세 가지 기본속성 가운데 하나이다.
˝창조성은 목적의식적으로 세계를 개조하고 자기운명을 개척해 나가는 사회적 인간의 속성입니다.˝(『주체사상에 대하여』, 11쪽)
주체사상에 따르면 창조성은 무엇보다 먼저 사람들의 활동의 목적의식적인 성질이 그 특징인데, 본능에 따라 맹목적으로 활동하는 동물과는 달리 사람은 자기의 지향과 요구로부터 출발하여 목적을 세우고 그 실현방도를 찾아낸 다음 실천활동을 의도적으로 벌여나간다는 것이다.
창조성은 다음으로 낡은 것을 개조하여 새것을 만들어 내는 사람의 활동의 성질로 생각할 수 있다. 사람은 다른 생명물질과는 달리 기성의 사물을 가공하여 그 형태를 변화시키며 새로운 사물을 만들어 내는 능력을 갖고 있어, 생활환경을 자기에게 이로운 것으로 개변시키지 못하는 다른 생명물질들과는 달릴 사람은 자연환경과 사회적 조건을 자기에게 유리하게 개조한다.
주체사상에서 창조성이 사람의 본질적 속성으로 되는 것은 우선 그것이 사회적 존재인 사람만이 가지는 속성이기 때문이며, 이는 인간이 동물과는 근본적으로 다른 존재라는 인식에서 출발한 것으로, 이 때문에 주체사상가들은 진화심리학과 사회생물학 등의 인간의 특성을 생물학적으로 설명하려는 모든 시도에 대해 혹독하게 비판한다. 뇌를 비롯한 진화의 산물은 인간의 생물학적인 특성을 줄 뿐 인간의 사회적 속성에 대해서는 아무런 영향을 끼칠 수 없다는 것이다.
또, 창조성은 보통 '새로운 것을 창조하는 능력'으로 정의되지만, 새롭고 혁신적인 가치를 창출하는 행위와 위기 및 문제를 창의적으로 해결하는 능력 등을 포괄한다. 과거에는 예술 분야에서 많이 언급되었지만, 최근에는 심리학, 경제/경영학, 철학, 사회학 등에서 광범위하게 사용되고 있다.
 본 문서에는 조선민주주의인민공화국에서 카피레프트로 공개한 백과사전인 철학사전의 내용을 기초로 작성된 내용이 포함되어 있습니다.